# Una pesadilla
Una pesadilla (Le Cauchemar) es una película muda de la productora francesa Star Film del año 1896, del director pionero Georges Méliès. Numerada como la n° 82 en sus catálogos, se publicitó como una obra fantástica. La película fue filmada en el exterior, en un jardín de la propiedad de Méliès en Montreuil, Sena-Saint Denis, con un paisaje pintado. Méliès interpreta al hombre dormido.

## Sinopsis
Un hombre que no consigue dormirse tiene varias visiones que se transforman entre sí, incluida una joven que no tiene puesto más que una sábana, un músico de minstrel con blackface, Pierrot y el hombre de la luna, que roe su brazo. El hasta entonces durmiente se despierta enredado en las sábanas, pero aliviado de que todo haya sido nada más que un sueño.